# Wereldkampioenschappen kunstschaatsen 1933
De Wereldkampioenschappen kunstschaatsen 1933 werden gevormd door drie toernooien die door de Internationale Schaatsunie werden georganiseerd.
Voor de vrouwen was het de 21e editie, voor de paren de negentiende. Deze twee kampioenschappen vonden plaats op 11 en 12 februari in Stockholm, Zweden. Stockholm was voor de achtste maal gaststad, voor Zweden gold dit als gastland.
Voor de mannen was het de 31e editie. Dit kampioenschap vond plaats op 8 en 19 februari in Zürich, Zwitserland. Het was de eerste keer dat een WK toernooi in Zürich plaatsvond. Het was de tiende keer dat het gastland een WK toernooi organiseerde, Davos (8x) en Sankt Moritz (1x) waren eerder gaststad.

## Deelname
Er namen deelnemers uit elf landen deel aan deze kampioenschappen. Zij vulden 24 startplaatsen in. België werd voor de vijfde keer vertegenwoordigd op een WK toernooi, Yvonne De Ligne-Geurts nam voor de vierde keer deel in het vrouwentoernooi.
(Tussen haakjes het totaal aantal startplaatsen in de drie toernooien.)
| Oostenrijk (6) Noorwegen (4) Zweden (3) Weimarrepubliek (2) | Verenigd Koninkrijk (2) Zwitserland (2) België (1) Finland (1) | Frankrijk (1) Hongarije (1) Tsjecho-Slowakije (1) |

## Medailleverdeling
Bij de mannen prolongeerde Karl Schäfer de wereldtitel, het was zijn vierde titel oprij. Het was zijn zevende medaille, in 1927 werd hij derde en in 1928 en 1929 tweede. Ernst Baier legde beslag op de zilveren medaille, het was zijn derde medaille, in 1931 en 1932 won hij de bronzen medaille. Markus Nikkanen veroverde met zijn bronzen medaille de eerste medaille namens Finland in het mannentoernooi. Voor hem had alleen het paar Ludowika Jakobsson-Eilers / Walter Jakobsson medailles voor Finland veroverd.
Bij de vrouwen prolongeerde Sonja Henie de wereldtitel, het was haar zevende titel oprij. Ze vestigde hiermee een uniek record, Ulrich Salchow won zijn eerste zeven titels bij de mannen met een onderbreking (1901-1905 + 1907-1908). Vivi-Anne Hultén veroverde met de zilveren medaille haar eerste medaille. Hilde Holovsky won middels de bronzen medaille haar tweede medaille, in 1931 werd ze tweede.
Bij de paren veroverden Rotter / Szollás voor de tweede keer de wereldtitel, in 1931 behaalden ze de eerste titel. Het was hun derde medaille, in 1932 werden ze tweede. Het paar Papez / Zwack behaalden hun tweede medaille, in 1931 wonnen ze brons. Voor Bakken / Christensen die de bronzen medaille veroverden was het hun eerste medaille.
| Discipline | Goud                           | Zilver                 | Brons                               |
| ---------- | ------------------------------ | ---------------------- | ----------------------------------- |
| Mannen     | Karl Schäfer                   | Ernst Baier            | Markus Nikkanen                     |
| Vrouwen    | Sonja Henie                    | Vivi-Anne Hultén       | Hilde Holovsky                      |
| Paren      | Emelie Rotter / László Szollás | Idi Papez / Karl Zwack | Randi Bakken / Christen Christensen |

## Uitslagen
pc = plaatsingcijfer
| #      | naam (deelname)       | land                                          | pc |
| ------ | --------------------- | --------------------------------------------- | -- |
| Goud   | Karl Schäfer (7)      | Vlag van Oostenrijk                           | 7  |
| Zilver | Ernst Baier (3)       | Vlag van Duitsland tijdens de Weimarrepubliek | 11 |
| Brons  | Markus Nikkanen (4)   | Vlag van Finland (1918-1978)                  | 17 |
| 4      | Erich Erdös           | Vlag van Oostenrijk                           | 17 |
| 5      | Herbert Haertel (3)   | Vlag van Duitsland tijdens de Weimarrepubliek | 28 |
| 6      | Eduard Scholdan       | Vlag van Oostenrijk                           | 28 |
| 7      | Rudolf Praznovsky (2) | Vlag van Tsjecho-Slowakije                    | 38 |
| 8      | Edwin Keller          | Vlag van Zwitserland                          | 41 |
| 9      | Jean Henrion (2)      | Vlag van Frankrijk                            | 46 |
| 10     | Othmar Jordi          | Vlag van Zwitserland                          | 46 |

| #      | naam (deelname)            | land                         | pc |
| ------ | -------------------------- | ---------------------------- | -- |
| Goud   | Sonja Henie (9)            | Vlag van Noorwegen           | 5  |
| Zilver | Vivi-Anne Hultén (3)       | Vlag van Zweden              | 14 |
| Brons  | Hilde Holovsky (2)         | Vlag van Oostenrijk          | 15 |
| 4      | Megan Taylor (2)           | Vlag van Verenigd Koninkrijk | 18 |
| 5      | Cecilia Colledge (2)       | Vlag van Verenigd Koninkrijk | 24 |
| 6      | Liselotte Landbeck         | Vlag van Oostenrijk          | 31 |
| 7      | Nanne Egedius (2)          | Vlag van Noorwegen           | 37 |
| 8      | Yvonne De Ligne-Geurts (4) | Vlag van België              | 38 |
| 9      | Erna Andersen              | Vlag van Noorwegen           | 43 |

| Vijf paren uit vier landen namen dit jaar deel aan het WK, waaronder twee debuterende paren uit het gastland. \| # \| naam (deelname) \| land \| pc \| \| ------ \| ---------------------------------------- \| ----------------------------------------- \| -- \| \| Goud \| Emília Rotter (4) László Szollás (4) \| Vlag van Hongarije (1915-1918, 1919-1946) \| 7 \| \| Zilver \| Idi Papez (2) Karl Zwack (2) \| Vlag van Oostenrijk \| 8 \| \| Brons \| Randi Bakke (2) Christen Christensen (2) \| Vlag van Noorwegen \| 18 \| \| 4 \| Anna-Lisa Rydquist Einar Törsleff \| Vlag van Zweden \| 21 \| \| 5 \| Dagmar von Kothen Fred Ericson \| Vlag van Zweden \| 21 \| |                                          |                                           |    |
| # | naam (deelname)                          | land                                      | pc |
| Goud | Emília Rotter (4) László Szollás (4)     | Vlag van Hongarije (1915-1918, 1919-1946) | 7  |
| Zilver | Idi Papez (2) Karl Zwack (2)             | Vlag van Oostenrijk                       | 8  |
| Brons | Randi Bakke (2) Christen Christensen (2) | Vlag van Noorwegen                        | 18 |
| 4 | Anna-Lisa Rydquist Einar Törsleff        | Vlag van Zweden                           | 21 |
| 5 | Dagmar von Kothen Fred Ericson           | Vlag van Zweden                           | 21 |

Medaillewinnaars

Mannen · 
Vrouwen ·
Paren · 
IJsdansen

 Toernooi

1896 · 
1897 · 
1898 · 
1899 · 
1900 · 
1901 · 
1902 · 
1903 · 
1904 · 
1905 · 
1906 · 
1907 · 
1908 · 
1909 · 
1910 · 
1911 · 
1912 · 
1913 · 
1914 · 
1915-1921 · 
1922 · 
1923 · 
1924 · 
1925 · 
1926 · 
1927 · 
1928 · 
1929 · 
1930 · 
1931 · 
1932 · 
1933 · 
1934 · 
1935 · 
1936 · 
1937 · 
1938 · 
1939 ·
1940-1946 · 
1947 · 
1948 · 
1949 · 
1950 · 
1951 · 
1952 · 
1953 · 
1954 · 
1955 · 
1956 · 
1957 · 
1958 · 
1959 · 
1960 · 
1961 · 
1962 · 
1963 · 
1964 · 
1965 · 
1966 · 
1967 · 
1968 · 
1969 · 
1970 · 
1971 · 
1972 · 
1973 · 
1974 · 
1975 · 
1976 · 
1977 · 
1978 · 
1979 · 
1980 · 
1981 · 
1982 · 
1983 · 
1984 · 
1985 · 
1986 · 
1987 · 
1988 · 
1989 · 
1990 · 
1991 · 
1992 · 
1993 · 
1994 · 
1995 ·
1996 · 
1997 · 
1998 · 
1999 · 
2000 · 
2001 · 
2002 · 
2003 · 
2004 · 
2005 · 
2006 ·
2007 ·
2008 ·
2009 ·
2010 ·
2011 ·
2012 ·
2013 ·
2014 ·
2015 ·
2016 ·
2017 ·
2018 ·
2019 · 
2020 · 
2021 ·
2022 ·
2023 ·
2024

 ISU-kampioenschappen

WK kunstschaatsen junioren ·
EK kunstschaatsen ·
Viercontinentenkampioenschap ·
Olympische Spelen